# Mastalus al II-lea de Amalfi
Mastalus al II-lea (d. 958) a fost primul duce de Amalfi începând cu anul 957 și până la moarte.
Mastalus a succedat tatălui său, Mastalus I de Amalfi patrikios din 953, pe când era încă minor. A ajuns la vârsta majoratului în 957, când a fost ales ca dux, ajungând astfel la un rang egal cu cel al conducătorilor din Gaeta și Neapole. În anul imediat următor, a fost asasinat de către Sergiu din familia Musco Comite pe Monte di Scala.